# Wame Lewaravu

a Compétitions nationales et continentales officielles uniquement.

b Matchs officiels uniquement.
Wame Lewaravu, né le 24 septembre 1983 dans la province de Lautoka (Fidji), est un joueur international fidjien de rugby à XV évoluant au poste de deuxième ligne (1,96 m pour 115 kg).

## Carrière

### En équipe nationale
Il a eu sa première cape internationale le 19 mai 2007, à l'occasion d'un match contre l'équipe des Samoa.

## Statistiques en équipe nationale
- 26 sélections avec l'Équipe des Fidji de rugby à XV de 2007 à 2014.